# Sophta tafana
Sophta tafana är en fjärilsart som beskrevs av Pierre E.L. Viette 1976. Sophta tafana ingår i släktet Sophta och familjen nattflyn. Inga underarter finns listade i Catalogue of Life.